# Kermoroc'h
Kermoroc'h (tiếng Breton: Kervoroc'h) là một xã của tỉnh Côtes-d’Armor, thuộc vùng Bretagne, tây bắc Pháp.

## Dân số
Người dân ở Kermoroc'h được gọi là Kermoroc'hois.